# Diaphus parini
 Diaphus parini és una espècie de peix de la família dels mictòfids i de l'ordre dels mictofiformes.

## Hàbitat
És un peix marí i d'aigües profundes que viu fins als 320 m de fondària.

## Distribució geogràfica
Es troba al sud-est del Pacífic.